# Кукушкин, Александр Филиппович
Александр Филиппович Кукушкин (14 июля 1920, Тверская область — 4 октября 1998, Московская область) — гвардии сержант, полный кавалер ордена Славы, почётный гражданин города Дубны (Московской области).

## Биография
Родился 14 июля 1920 года в деревне Чублово (ныне — в составе Селиховского сельского поселения Конаковского района Тверской области). Окончил 5 классов. Семья рано осталась без отца, и Александр Кукушкин в 12 лет, как старший из сыновей, пошел работать в колхоз. Затем работал сапожником, установщиком электроосвещения в объединении «Ленсвет» города Ленинграда.
В Красной Армии с июля 1941 года. В боях Великой Отечественной войны с декабря 1941 года. Участник обороны города Москвы. В составе 73-й стрелковой дивизии Западного фронта участвовал в освобождении города Клина, боях за города Ржев, Старицу. Принимал участие в освобождении Белоруссии, в боях на территории Восточной Пруссии. В боях с немецко-вражескими захватчиками был дважды ранен и дважды контужен. В 1944 году стал членом ВКП/КПСС.
Наводчик орудия 64-го гвардейского артиллерийского полка гвардии младший сержант Александр Кукушкин в районе населенного пункта Остров Юрьев 23 июня 1944 года при отражении восьми контратак противника огнём прямой наводкой бил по штурмовым орудиям и пехоте противника. Когда кончились боеприпасы, удерживая занимаемый рубеж, вместе с расчетом встретил очередную атаку противников огнём из автоматов, при этом лично уничтожил семерых вражеских солдат.
Приказом по 31-й гвардейской стрелковой дивизии от 4 августа 1944 года за мужество и отвагу, проявленные в боях, гвардии младший сержант Кукушкин Александр Филиппович награждён орденом Славы 3-й степени.
В ходе прорыва обороны противника 16 октября 1944 года в районе населенного пункта Садены Александр Кукушкин, действуя в боевых порядках пехоты, своевременно открывал огонь по противнику.
20 октября 1944 года батарея, в составе которой было его орудие, подавила два пулемета, минометную батарею и рассеяла до взвода противников, тем самым обеспечив продвижение пехоты.
Приказом по 31-й гвардейской стрелковой дивизии от 18 ноября 1944 года за мужество и отвагу, проявленные в боях, гвардии младший сержант Кукушкин Александр Филиппович во второй раз награждён орденом Славы 3-й степени.
Указом Президиума Верховного Совета СССР от 24 декабря 1971 года Кукушкин Александр Филиппович перенаграждён орденом Славы 1-й степени, став полным кавалером ордена Славы. Награду получил из рук космонавта Г. Т. Берегового.
13 января 1945 года при прорыве обороны противника у населенного пункта Каллвайтшен и в ходе наступления на территории Восточной Пруссии гвардии сержант Александр Кукушкин огнём из орудия подбил танк, шесть бронетранспортеров, десять автомашин и уничтожил много солдат и офицеров противника.
Приказом по 11-й гвардейской армии от 11 марта 1945 года за мужество и отвагу, проявленные в боях, гвардии сержант Кукушкин Александр Филиппович награждён орденом Славы 2-й степени.
В 1946 году А. Ф. Кукушкин демобилизован из Вооруженных Сил СССР. Вернулся на родину. До 1951 года работал в колхозе «Коминтерн» в Конаковском районе Тверской области. 
С 1951 года жил в городе Дубна Московской области. С 1951 года по 1991 год работал слесарем-ремонтником цеха № 16 Дубненского машиностроительного завода. Активно участвовал в воспитании молодых рабочих, патриотическим воспитанием молодежи города. 
Александр Филиппович умер 4 октября 1998 года. Похоронен в городе Дубна на Большеволжском кладбище.

Мемориальная доска памяти Александра Кукушкина в Дубне

## Награды и звания
- Полный кавалер ордена Славы
- Награждён орденами Отечественной войны 1-й степени и Красной Звезды, медалями
- Почётный гражданин города Дубна

## Память
- В 2015 году на здании проходной Дубненского машиностроительного завода установлена мемориальная доска памяти Александра Кукушкина